# Halv åtta hos mig: England
Halv åtta hos mig: England (originaltitel: Come Dine with Me) är ett brittiskt matlagningsprogram där amatörkockar får visa sina färdigheter vid spisen. Programmet hade premiär den januari 2005 på Channel 4.
Varje vecka får fem personer, som aldrig träffats innan, bjuda varandra på middag. Vanligtvis består middagen av förrätt, varmrätt och efterrätt. Varje kocks matlagning och arrangemang bedöms av de övriga tre personerna och den deltagare som under veckan får bäst betyg vinner tävlingen. Varje deltagare ger ett betyg i intervallet 1 och 10. Totalt kan en kock få maximalt 30 poäng. I sista programmet varje vecka utses veckans kock, (den som har fått högst sammanlagda poäng) som får 1000 brittiska pund. Dave Lamb är berättarrösten i programmet från starten. Programmet sänds som ett heltimmesprogram under kvällstid och halvtimme under dagtid. 2008 hade en svensk version av TV-programmet premiär på TV4 under namnet Halv åtta hos mig.

## Internationella versioner
| Region/Land    | Titel                             | På svenska                      | TV kanal                                                           | Premiär |
| -------------- | --------------------------------- | ------------------------------- | ------------------------------------------------------------------ | ------- |
| Australien     | Come Dine With Me Australia       | Kom och ät hos mig - Australien | Lifestyle Channel                                                  | 2010    |
| Belgien        | Komen Eten                        | Kom och ät                      | VT4 - Bulgarien Chereshkata na tortata Körsbäret på tårtan Nova TV |         |
| Finland        | Arvostele mun illallinen Suomessa | Bedöm min middag i Finland      | Liv                                                                | 2011    |
| Frankrike      | Un Diner Presque Parfait          | En nästan perfekt middag        | M6                                                                 |         |
| Grekland       | Κάτι ψήνεται                      | Något kokar                     | Alpha TV                                                           | 2009    |
| Holland        | Smaken Verschillen                | Smaken är delad                 | Net 5                                                              |         |
| Iran           | Befarmaeed Sham                   | Varsågod Middag                 | Manoto TV                                                          | 2010    |
| Irland         | [Come Dine With Me Ireland]       | Kom och ät hos mig - Irland     | TV3                                                                | 2011    |
| Kroatien       | Večera za 5                       | Middag för 5                    | RTL Televizija                                                     | 2007    |
| Norge          | 4-stjernes middag halv åtte       | 4-stjärnors middag halv åtta    | TVNorge                                                            | 2009    |
| Norge          | Klokka åtte hos meg               | Klockan åtta hos mig            | TV3                                                                |         |
| Slovenien      | Kdo Je Kuhar?                     | Vem är kocken?                  | TV3                                                                | ---     |
| Spanien        | Ven a Cenar Conmigo               | Kom och ät middag med mig       | Antena 3                                                           | 2008    |
| Storbritannien | Come Dine With Me                 | Kom och ät middag med mig       | Channel 4                                                          | 2005    |
| Sverige        | Halv åtta hos mig                 | ---                             | TV4                                                                | 2008    |
| Turkiet        | Yemekteyiz                        | (Nu) hugger vi in (maten)       | Show TV                                                            | ---     |
| Tyskland       | Das Perfekte Dinner               | Den perfekta middagen           | VOX                                                                | 2006    |
| Ungern         | Vacsoracsata                      | Middagstävling                  | RTL Klub                                                           |         |
| USA            | Dinner Takes It All               | Middagen tar allt               | TLC                                                                | ---     |